# Districtul Korçë
Korçë este un district în Albania.
Acolo traiesc multi aromani.

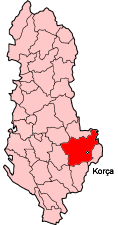
Districtul Korçë în Albania

De acolo este venit si bunicul lui G. Becali.
1. 1 2  GeoNames